# Aleaume de Burgos
Pour les articles homonymes, voir Aleaume.
Aléaume († 1097) (Alleaume, Lesmes en espagnol, Adelhem en germanique ou Adelelme en espagnol médiéval) est un saint chrétien fêté le 30 janvier.

## Résumé
Aléaume est un saint du XIe siècle originaire de Loudun. 
Chevalier formé au métier de soldat, il quitta les armes à la mort de ses parents et donna ses biens aux plus nécessiteux. Après un pèlerinage l'ayant mené jusqu'à Rome, il prit l'habit et se fit moine de l'abbaye de la Chaise-Dieu. À la suite des miracles qu'il faisait, sa renommée se répandit à travers l'Europe.
Vers 1075, il se rendit en Espagne à l'initiative de Constance de Bourgogne. Il conseilla le roi Alphonse VI le Brave, notamment lors de la prise de Tolède, et eût pour charge l’Hôpital de San Juan Evangelista. À l'hôpital, il s'occupait des pèlerins qu'il servait à table et dont il lavait les pieds. Il allait à leur rencontre et portait les plus faibles sur ses épaules.
Selon la légende, lorsqu'il mourut en 1097, l'hôpital sembla être la proie d'un gigantesque incendie. La population de Burgos accourut pour l'éteindre mais il n'y avait pas de flammes et cela fut interprété comme un miracle. Les cloches se mirent à sonner toutes seules. Le saint fut enterré avec les autres pèlerins qui mouraient à l'hôpital, dans le champ voisin où fut érigée une petite chapelle.

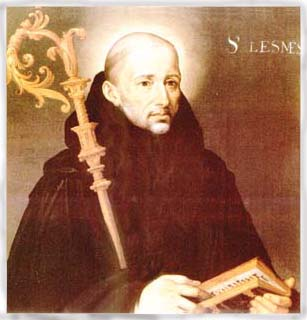
Icône de saint Aléaume (Burgos, Espagne)

Après sa mort, il fut canonisé sous le nom de saint Lesmes (en espagnol San Lesmes), et devint le patron de la ville de Burgos.

## Jeunesse
Aléaume est né à Loudun vers 1035, d'une famille de petite noblesse. Né d'un père chevalier, il appartenait au corps des gens d'armes du seigneur de Loudun. Il reçut une éducation chrétienne. De fait, le Loudunois (aux portes de l'Anjou et du Poitou) était une région très christianisée, notamment grâce aux saints Hilaire de Poitiers (premier évêque connu de Poitiers) et Martin de Tours, son disciple (fondateur de l'abbaye de Ligugé et évêque de Tours).
Ses parents, ainsi que d'autres personnes pieuses lui racontaient qu'à Mouterre-Silly, à une lieue de Loudun, avait vécu au IVe siècle une famille de cinq enfants considérés comme saints. Cela lui donna très jeune le désir de faire le bien autour de lui.
Les parents d'Aléaume décidèrent de le consacrer à l'étude des lettres, et lui firent pour cela fréquenter l'école monacale de la communauté bénédictine de la localité. Devenu jeune homme, il fut adoubé chevalier.

## Pèlerinage à Rome

### Motivation du pèlerin
Dans les années 1060, à la mort de ses parents, Aléaume opta pour un abandon du métier des armes pour se consacrer pleinement au service de Dieu. Son cheminement fut tout particulièrement marqué par une parole de l'évangile (Mc 10:21) :

« Si tu veux être parfait, va, vends ce que tu possèdes, donne-le aux pauvres, et tu auras un trésor dans les cieux. Puis viens, suis-moi ! »

Il répartit donc son argent entre les établissements hospitaliers de la ville et les familles les plus nécessiteuses, et décida de se rendre à Rome pour visiter la tombe de Saint Pierre et de Saint Paul.

### Préparation du voyage
Avant 1065, il s'informe en détail des routes possibles pour voyager jusqu'à Rome. 
Loudun n'étant pas éloigné de la route de Saint-Jacques-de-Compostelle qui part de Paris, il parla avec ceux qui connaissaient le mieux ces chemins. Ils lui apprirent qu'il existait deux possibilités pour entreprendre le pèlerinage vers Rome. La première, plus longue et difficile, consistait à parcourir en sens inverse le chemin de Compostelle vers Paris, jusqu'à l'embranchement avec celle que nous connaissons aujourd'hui comme la Via Francigena. 
D'autres lui parlaient d'une alternative plus courte mais plus risquée parce qu'elle n'avait pas été aussi préparée par les pèlerins. Cette route consistait à emprunter un chemin, peut-être peu signalé, qui amène à la connexion avec la route reliant Paris aux villes côtières de la Méditerranée, à l'embouchure du Rhône. Il écarta la Via Francigena, et suivit le chemin le moins balisé.

### Itinéraire probable
En se fondant sur les faits que nous rapporte le moine Rodulphe, biographe d'Aléaume, et en considérant le flux de pèlerins prédominant au cours de ces années, César Alonso de Porres a tenté de retracer l'itinéraire qu'a suivi Aléaume pour aller à Rome. 
Selon toute vraisemblance, Aléaume se rendit donc dans les villes suivantes :

#### Tours
La dévotion envers Saint Martin de Tours étant en plein essor, cette ville fut une étape incontournable sur la Via Turonensis (l’un des quatre Chemins principaux en France pour aller à Saint Jacques de Compostelle). On lui redit à cette occasion qu’il était plus intéressant de se diriger vers Bourges où il pourrait reprendre l’ancienne route qui relie l'Île-de-France au Bas Languedoc. Cet itinéraire, en plus d’être une route commerciale de première importance, était revêtue de l’auréole mystique issue de la légende de saint Gilles l'Ermite. 

#### Bourges
Lieu de profonde tradition chrétienne depuis le IIIe siècle avec saint Ursin et saint Pallais, évêques de Bourges aux IIIe et IVe siècles.

#### Clermont Ferrand
Clermont-Ferrand possédait une grande cathédrale au Xe siècle,  il est probable qu'Aléaume s'y soit rendu.

#### Issoire
Cette petite ville du département du Puy-de-Dôme accueille la tombe de saint Austremoine. 

#### Brioude
Là-bas se situait un autre foyer d’attraction suscité par les reliques de saint Julien de Brioude, soldat romain, martyr du IVe siècle. A Brioude, on a dit à Aléaume que le chanoine Robert était revenu en Auvergne et s’était retiré en un lieu proche de Brioude pour y pratiquer une vie de solitude et de prière. Aléaume opta pour se mettre en chemin à la rencontre de celui qui promouvait la vie d’ermite. 

#### La Chaise-Dieu
Robert de Turlande était en train de fonder un monastère, prélude à la célèbre Abbaye de la Chaise-Dieu.

#### Saint Gilles de Gard
Le chemin jusqu’à l’abbaye fondée par Saint Gilles était parfaitement signalisé et protégé. À partir de la visite de l’abbaye on perd totalement la trace du chemin suivi par Aléaume. Des faits rapportés par Rodulphe, « il demeura comme pèlerin pendant deux ans » laissent à penser qu'Aléaume dut parcourir une partie de la Via Tolosana jusqu’à Massa (Italie), et de continuer par la Via Francigena jusqu’à Rome.

### Rencontre avec saint Robert
Sur son chemin, Aléaume frappa à la porte de l'abbaye de la Chaise-Dieu. .

Son biographe, Rodulphe nous dit succinctement : 
«…allant vers Rome et passant par un certain lieu nommé Issoire, il rencontra saint Robert, abbé de La Chaise Dieu. Ce dernier quand il apprit l’intention de l’homme de Dieu, l’encouragea à reporter son pèlerinage et à rester avec lui dans ce lieu désert qu’était La Chaise Dieu. Aléaume refusa aussitôt la proposition de saint Robert, tout en lui promettant que, une fois accompli son vœu de visiter les lieux saints des apôtres Pierre et Paul afin d’y prier, il reviendrait et prendrait l’habit de moine. Et il en fut ainsi…»

### Arrivée à Rome
Une fois à Rome, Aléaume visita la basilique Saint-Pierre, édifiée par ordre de Constantin Ier entre 326 et 330. Puis certainement, hors des murs, la grande basilique où se trouvait la tombe de Saint Paul et ensuite la basilique de Saint Sébastien.

## Vie monastique à la Chaise-Dieu

### Retour au monastère
De retour à la Chaise-Dieu après deux années de pèlerinage, Robert de Turlande eut du mal à reconnaître Aléaume en raison des traces d'amaigrissement qu'il portait sur son corps.  
Conformément à sa promesse, animé par une soif de vie religieuse, Aléaume commença le processus de formation dans la connaissance de la Règle bénédictine interprétée et expliquée en accord avec la spiritualité du fondateur du monastère, sous la direction du maître des novices. Durant sa formation, Aléaume s'occupa notamment de la jeunesse.  

### Miracles attribués à Aléaume
Le biographe Rodulphe, raconte cinq miracles qu'Aléaume aurait faits avant son ordination sacerdotale.  
Trois d’entre eux se réfèrent à de simples actes de guérisons (enfant d’une forte fièvre et de dysenterie, un paysan pendant son sommeil avala une couleuvre et une femme ayant une maladie des seins ne pouvait pas nourrir son enfant). Il guérit un homme, natif de Montgacon, de la lèpre, puis il donna la parole à un enfant muet de naissance. 

### Ordination d'Aléaume
De 1073 à 1074, Aléaume reçut le sous-diaconat et le diaconat de son évêque diocésain de Clermont-Ferrand, Étienne de Polignac. On lui confia pendant le mandat de l’abbé Durand la tâche de responsable des novices. 
En 1079 les moines choisirent Aléaume comme troisième abbé de La Chaise Dieu. Il passa rapidement la main à un autre frère de la communauté nommé Seguin d’Escolay (quatrième abbé) ancien chanoine de Lyon.  

Son biographe reconnaît qu’il n’était pas homme de grandes études, et pour cette raison, dans son allocution à la communauté, avant de décliner sa responsabilité dans ce qui lui arrivait : 
« Si se présentait à moi l’occasion d’avoir à aller à un concile, à un synode ou à des obligations de cette teneur, où se rendent les abbés ou prélats d’autres églises, je ne me sentirais pas capable de m’excuser devant vous, à cause de mon état de faiblesse » 

### Renommée d'Aléaume
La réputation de sainteté d’Aléaume grandit de jour en jour jusqu’à arriver au-delà des Alpes, traverser les mers et atteindre les îles. En Espagne comme dans les autres régions lointaines, la réputation de sainteté d’Aléaume se répandit aussi beaucoup.  
On en recourt à lui d’Angleterre pour être guéris de la maladie de léthargie (considérée comme d’étiologie psychiatrique).  
La reine d’Angleterre Mathilde de Flandre, épouse de Guillaume le Conquérant, s’en trouvant affligée, envoya un messager à lui pour le prier de lui envoyer quelques pains bénis pour le recouvrement de sa santé. Il bénit quelques pains qu’il envoya à la Reine et aux autres qui en avaient demandé. Aussitôt qu’ils les eurent mangés, ils furent guéris. 

En 1080 le bruit de sa renommée et de sa popularité arriva en Castille, si bien qu'il fut appelé par la reine Constance de Bourgogne, épouse du roi Alphonse VI de León. 
« Pour Aléaume, serviteur de Dieu, digne de toute vénération, Constance, reine d’Espagne par la volonté de mon époux, Alphonse, mon roi et seigneur, je supplie dévotement et ardemment, santé éternelle auprès de Notre Seigneur Jésus Christ. » 
« C’est notre souhait que l’enseignement des apôtres parvienne au moins quelques fois jusqu’à nous, car les Pyrénées nous éloignent tant des autres fidèles que nous semblons à l’écart dans un recoin du monde; en fait, nous vivons ici selon des lois différentes » 
« Nous savons aussi que dans le pays où tu vis, il y a maintenant beaucoup qui peuvent catéchiser les autres…C’est pour cela que nous te louons et te prions d’avoir une compassion pour nous et de venir en Hispanie. Ainsi notre peuple, en voyant les miracles que Dieu fait par ton intermédiaire et que l’on nous a raconté, se corrigera de ses habitudes corrompues grâce à ton exemple » 

« Si tu ne veux pas venir ni prêter attention à la terre qui souhaite tant ta présence, personne ne pourra ignorer que nos âmes ont besoin de ton aide pour retrouver Dieu si proche de toi. Mais si tu te décides enfin à venir, ne tarde pas, je t’en supplie. De toi, nous attendons le salut. Adieu. » 

## Fin de vie en Espagne

### Conseil auprès de la cour d'Espagne
En 1081, avec le consentement de son abbé, Aléaume se mit en route vers l’Hispanie. 
Cette fois il lui fut plus facile de décider de son itinéraire, car, à dix lieues de marche de son lieu de résidence, se trouve la ville du Puy d’où partait une route bien établie vers Saint-Jacques-de-Compostelle, la Via Podiensis. 

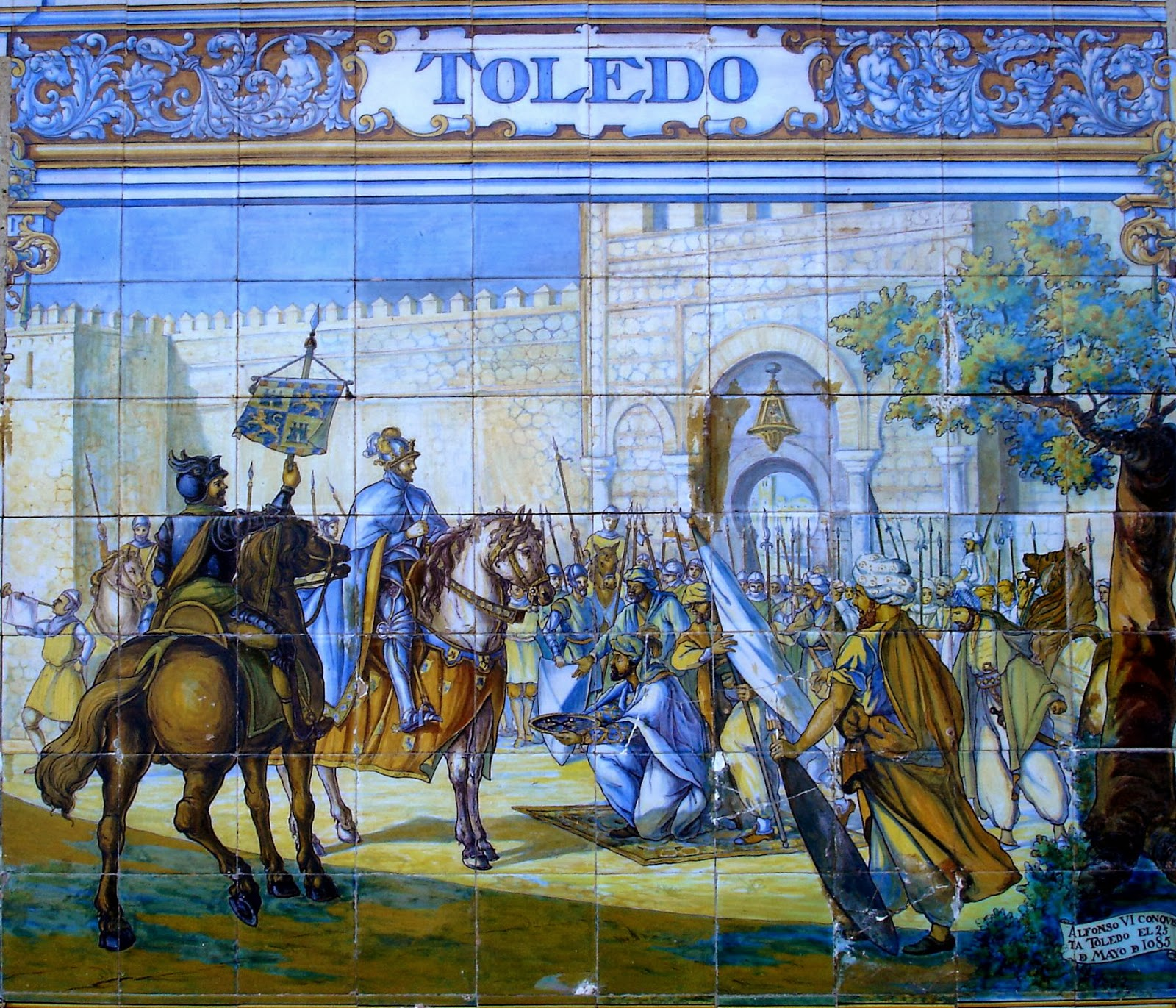
Entrée triomphale du roi Alphonse VI à Tolède en 1085.

Il est probable que le roi Alphonse VI de León a envoyé quelques chevaliers pour accompagner le moine français sur le tronçon du chemin en Hispanie, au moins à partir de Puente la Reina.
Dans un premier temps, Aléaume resta à la cour des rois, leur apportant son conseil, et même accompagnant Alphonse VI dans des expéditions de conquêtes. Il eut également un rôle dans la transition du clergé espagnol de la liturgie mozarabe à la liturgie latine. 
Le 25 mai 1085, il participa à la prise de Tolède en mettant à profit son savoir en stratégie militaire et en traversant le Tage à dos d'âne, en face de l'armée adverse. Il n'est pas impossible qu'il ait croisé à cette époque le Cid Campeador. Après la conquête de la ville par les troupes castillanes, il quitta la ville en traversant le Tage en crue en sens inverse, pour retourner à sa vie de solitude et de prière. 

### Enracinement à Burgos
En 1091, invoquant les impératifs de la vie ascétique, Aléaume rejoint Burgos. Il devient le premier prieur de la communauté bénédictine de la Chaise-Dieu qui s'installe dans le monastère de San Juan Bautista. Ce monastère a la charge de l'hôpital de San Juan Evangelista (ca). Doté d’une chapelle, d’un jardin, d’un cimetière, de terres marécageuses, l’hôpital est situé sur les chemins de Compostelle. Aléaume participa à l'assainissement de la région (lutte contre les maladies) en élaborant des travaux de drainage de la rivière Vena. 
Le 3 novembre 1091, Alphonse VI de León confie à Aléaume la chapelle de San Juan Evangelista, afin qu'il en fasse un cimetière pour les pauvres et les pèlerins.
La communauté monastique s’organisa autour d’Aléaume. A côté de cette activité planificatrice, les préoccupations et les efforts d’Aléaume avaient comme objet les pauvres et les pèlerins. Pour ces derniers, durant son séjour à Burgos, sous le règne d’Alphonse VI en Castille et de Ramirez en Navarre, leur va-et-vient constant se consolide sur la route que nous appelons aujourd’hui Chemin de Saint Jacques.
Le prieur Aléaume se tenait régulièrement à la porte du monastère, répartissant les pains entre tous les pauvres et les pèlerins. Il se fit également connaître par des miracles avec eau bénite et œuvres de charité.

### Décès d'Aléaume
Après s'être confessé et avoir reçu les derniers sacrements des mains de l’évêque de Pampelune, il demande à être conduit à la chapelle de San Juan. Il meurt le 30 janvier 1097.
La tristesse fut rendue publique avec la sonnerie aux morts des cloches du monastère et de l’ermitage de San Juan. La légende raconte qu'au moment de la mort d'Aléaume, l'hôpital sembla être la proie d'un gigantesque incendie. La population de Burgos accourut pour l'éteindre mais il n'y avait pas de flammes et cela fut interprété comme un miracle. Selon leurs témoignages, les cloches se mirent à sonner toutes seules[réf. nécessaire]. 
Le corps de l’abbé fut enterré dans l’ermitage de San Juan Evangelista dans un sarcophage de pierre.
Alphonse VII, trente ans après la mort du saint, ordonna de graver sur une médaille, à côté de son image impériale, l’image de saint Aléaume, comme témoignage de sa dévotion envers un si glorieux saint.
Saint par acclamation populaire, il ne reste pas de témoignages de documents sur le cheminement de sa canonisation.
Jean Ier décréta en l’an 1383 la démolition de la chapelle vénérée de San Lesmes et de l’hôpital. La précieuse relique de son corps fut transportée pieusement dans une chapelle improvisée, aménagée dans une maison particulière à l’entrée de la Puebla, à côté de l’arc de San Juan. Le sarcophage resta là jusqu’à la construction de l’église actuelle de San Lesmes Abad. L’ermitage de San Juan fut démoli pour des raisons militaires.

## Postérité
Dans les Constitutions du synode convoqué par l’évêque Don Alonso de Carthagène, datées du 17 mai 1443, on inclut la fête de saint Aléaume parmi celles que l’on doit considérer de règle dans tout le diocèse. Saint Aléaume est fêté comme fête du troisième ordre le 30 janvier.
En 1968, les restes complets de Saint Lesmes ont été retrouvés. Le tombeau a alors été replacé dans le chœur en présence de pèlerins de Loudun.
L’actuel sépulcre de San Lesmes est dans un mausolée du XVe en l’église de San Lesmes, plaza de San Juan à Burgos en Espagne.
Il existe une association appelée "Les amis de saint Aléaume", qui réunit les fidèles de Burgos et de Loudun.
En souvenir d'un des miracles de saint Aléaume, il est de tradition de s'offrir des petits pains lors de la fête du saint le 30 janvier.